# Neceser de Fernando VII
El neceser de Fernando VII era un objeto de viaje hecho en Viena por la casa de Nicolás Rozet en 1819, el cual resguardaba más de 100 objetos necesarios para los viajes del monarca.

## Estructura
El neceser estaba hecho con una caja rectangular de madera con laca, enmarcada con concha nácar y aplicaciones de plata. En el interior cuenta con compartimentos de chapa de limonero con palo de rosa, herrajes, cerradura y bisagras de plata. 

La caja cerrada mide 16 x 46 x 25.9 cm, y 38 x 46 x 42 cm abierta. En la tapa está plasmado en plata el monograma del rey Fernando VII. 

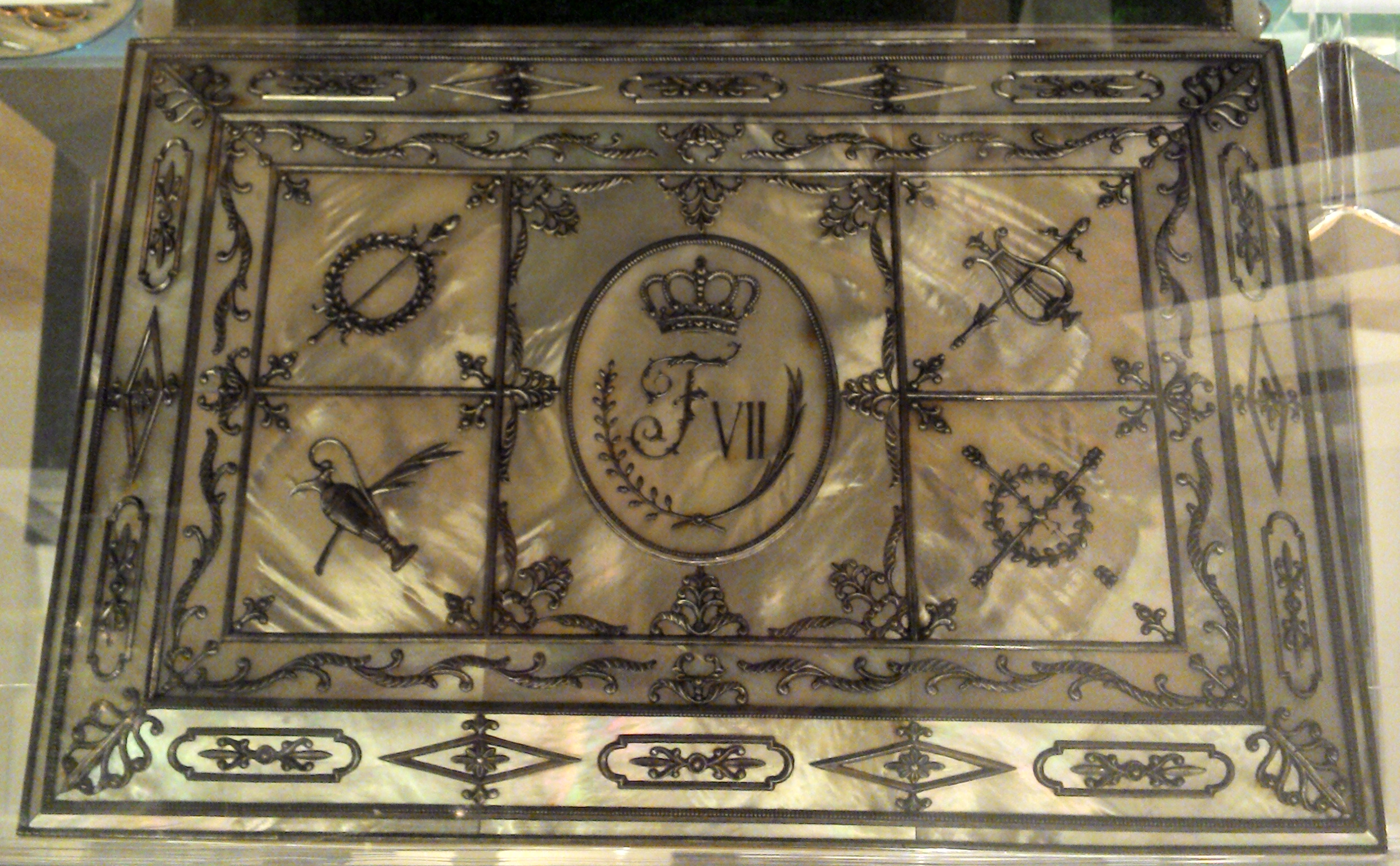
Tapa del neceser de Fernando VII

Es probable que haya sido encargado para el tercer enlace matrimonial de Fernando con María Josefa Amalia de Sajonia, hija del príncipe Maximiliano de Sajonia, en 1819.

## Contenido
El neceser guardaba en su interior objetos de oro, plata, latón, cristal, acero y concha nácar y cuenta con espacios diseñados para cada pieza. Tiene cepillos dentales, instrumentos de medición, tijeras, pinzas, mondadientes, candelabros, navajas, artículos para la escritura, un reloj y una cucharita para cerilla. La mayoría de estos objetos están sellados con la «F» coronada y las siglas BNR (Bonn Nicolás Rozet) y LK (Luckas Könemann) diseñador de la casa. 
Tiene un sistema de seguridad, el cual consta de una caja musical escondida debajo del reloj. Esto lograba que si alguien abría la caja sonaría una melodía la cual evidenciaría la apertura.